# Be (álbum de BTS)
Be (estilizado en mayúsculas) es el quinto álbum de estudio del grupo surcoreano BTS. Fue lanzado el 20 de noviembre de 2020 a través de Big Hit y Columbia Records.

## Antecedentes
BTS lanzó su cuarto álbum de estudio en coreano Map of the Soul: 7 en febrero de 2020, el cual tuvo una gran recepción por parte de la crítica y a nivel comercial. Para promocionar el disco, la banda tenía planificado embarcarse en su cuarta gira mundial Map of the Soul Tour en abril del mismo año; sin embargo, esta se pospuso debido a la pandemia de COVID-19. El 17 de abril de 2020, RM confirmó que el grupo estaba trabajando en un nuevo álbum de estudio durante una transmisión en vivo en YouTube. Además, anticipó que compartirían el proceso de preparación del disco a través de videos grabados por ellos mismos, como parte de sus iniciativas «StayConnected» y «CarryOn» para interactuar con sus fanáticos durante la cuarentena.
El 24 de abril, Suga habló sobre el álbum en otra transmisión y dijo: «Antes de que comenzáramos, decidimos quién estaría a cargo de qué. Quién supervisaría todo, quién se encargaría de la estética y quién de la música. Dividimos eso. Lo discutimos entre nosotros y tomamos la decisión». Similarmente, el 1 de mayo Jimin reveló que había sido designado como director de proyecto musical y admitió que el próximo disco sería producido por ellos mismos. Respecto a su rol, él explicó: «Aún no se exactamente cómo avanzaré, pero estoy trabajando duro para ser de ayuda. Como director de proyecto, lo que puedo hacer ahora es preguntar a los miembros cómo quieren trabajar, qué historia quieren contar, cuántas canciones quieren hacer, cómo será la composición, qué integrantes serían más apropiados para qué, y comunicar esto a la discográfica».
El 7 de mayo, V, J-Hope y RM mencionaron que el primero de estos de tres era el director visual del proyecto y dialogaron acerca del concepto del álbum, las fotografías, y la estilización. El 16 de junio, Jimin comentó sobre las sesiones de escritura y grabación del disco. El 13 de agosto, Big Hit Entertainment realizó una reunión corporativa en la que la agencia confirmó que el nuevo álbum de BTS se lanzaría en el cuarto trimestre de 2020. En una entrevista con Teen Vogue sobre el disco, BTS declaró: «un aumento de participación directa en el proceso de realización del álbum nos permitió explorar más aspectos de nuestra música y creatividad. Puesto que todos los miembros están involucrados de alguna manera, se están haciendo más cambios de último minuto que antes, lo que lleva a más incertidumbre respecto a la fecha de lanzamiento». De acuerdo con un comunicado de prensa, el disco «imparte un mensaje de sanación al declarar que "incluso ante esta nueva normalidad, nuestra vida continúa"», y refleja «los pensamientos, emociones y reflexiones más profundas de BTS mientras trabajaban en el álbum. Este nuevo proyecto ofrece tanto una experiencia más enriquecedora del espectro musical como la música más del estilo de BTS hasta el momento».

## Promoción
El 27 de septiembre de 2020, Big Hit publicó un póster con el que anunció el nombre álbum, así como su fecha de lanzamiento. Las pre-órdenes de la edición Deluxe empezaron al día siguiente.
El 30 de octubre, BTS dio a conocer el título del sencillo principal del disco, «Life Goes On», en Twitter.

## Recepción

### Comentarios de la crítica
En general, Be recibió reseñas positivas por parte de los críticos musicales; a pesar de que la mayoría elogió la autenticidad del álbum, a unos pocos les pareció poco arriesgado. En Metacritic, el disco obtuvo una calificación de 80 puntos sobre 100.

## Lista de canciones
| N.º | Título           | Escritor(es)                                                                  | Productor(es)                             | Duración |  |
| 1.  | «Life Goes On»   | Antonina Armato, Chris James, jhope, Pdogg, RM, Ruuth, SUGA                   | Pdogg                                     | 3:27     |  |
| 2.  | «Fly To My Room» | Cosmo´s Midnight, jhope, Joe Femi Griffith, RM, SUGA                          | Cosmo´s Midnight                          | 3:42     |  |
| 3.  | «Blue & Grey»    | Hiss noise, jhope, Ji Soo Park, Levi, Metaphor, RM, SUGA, V                   | Ji Soo Park, Levi, V, Hiss noise          | 4:15     |  |
| 4.  | «Skit»           |                                                                               | RM, Jin, SUGA, jhope, Jimin, V, Jung Kook | 3:00     |  |
| 5.  | «Telepathy»      | EL CAPITXN, Hiss noise, Jung Kook, RM, SUGA                                   | EL CAPITXN, Hiss noise                    | 3:22     |  |
| 6.  | «Dis-ease»       | GHSTLOOP, Ivan Jackson Rosenberg, jhope, Jimin, Pdogg, Randy Runyon, RM, SUGA | Brasstracks                               | 4:00     |  |
| 7.  | «Stay»           | Arston, Jin, Jung Kook, RM                                                    | Arston                                    | 3:25     |  |
| 8.  | «Dynamite»       | David Stewart, Jessica Agombar                                                | David Stewart                             | 3:19     |  |

## Historial de lanzamientos
| País   | Fecha                   | Formato                         | Sello            | Ref.   |
| ------ | ----------------------- | ------------------------------- | ---------------- | ------ |
| Varios | 20 de noviembre de 2020 | CD, descarga digital, streaming | Big Hit, Dreamus | [ 15 ] |